# Mercedes-Benz C111

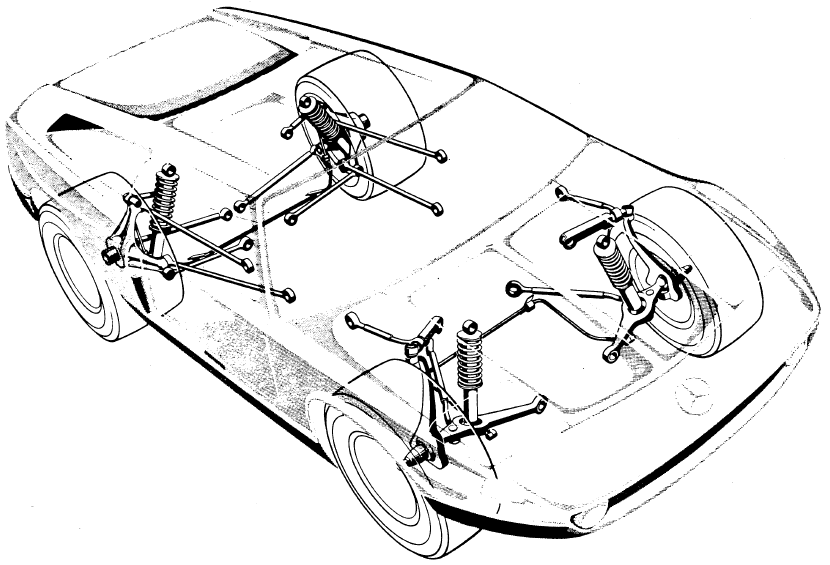
Layout da suspensão do Mercedes-Benz C111 com multi-link independente no eixo traseiro

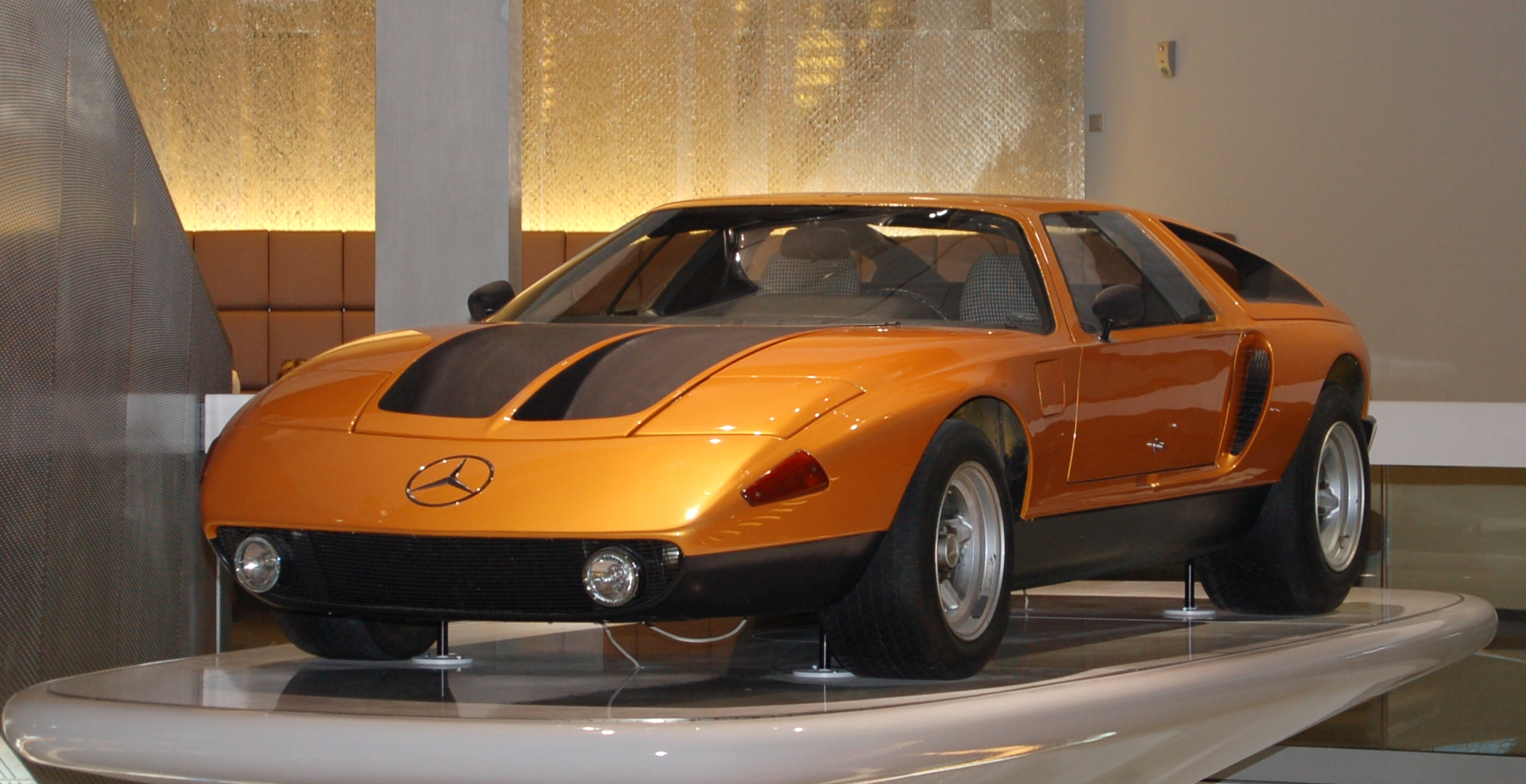
C 111-II

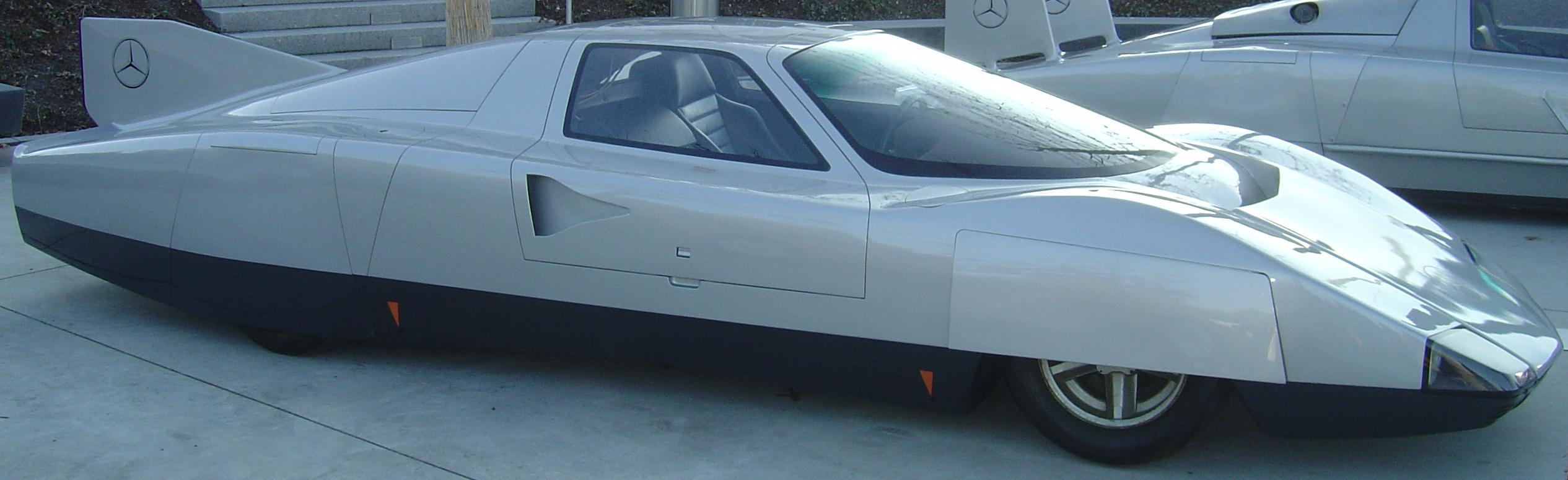
C 111-III

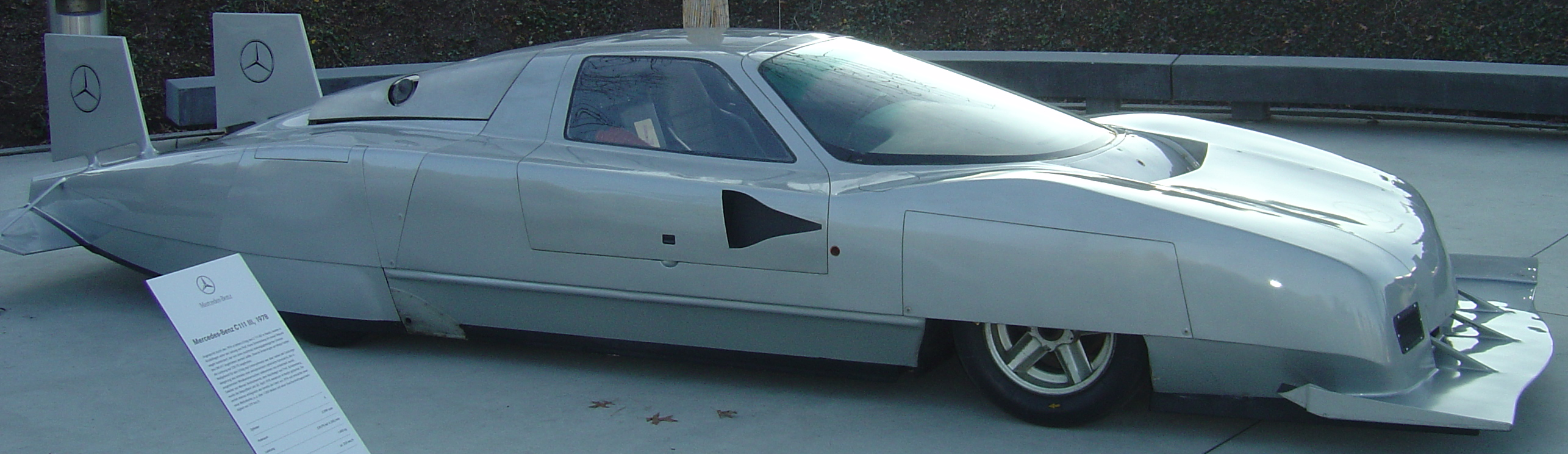
C 111-IV

O Mercedes-Benz C111 era uma série de automóveis experimentais produzidos pela Mercedes-Benz nas décadas de 1960 e 1970. A empresa estava experimentando novas tecnologias de motores, incluindo motores Wankel, motores diesel e turbocompressores, e usou a plataforma básica C111 como plataforma de teste. Outras características experimentais incluem suspensão traseira multi-link, portas de asa de gaivota e um interior luxuoso com acabamento em couro e ar condicionado .
A primeira versão do C111 foi concluída em 1969. O carro usava uma carcaça de fibra de vidro e um motor Wankel injetado a combustível direto de três rotores no meio (montado com o código M950F). O próximo C111 apareceu em 1970. Usava um motor de quatro rotores produzindo 257 kW (350 hp). O carro poderia atingir uma velocidade de 300   km/h (186 mph).
A empresa decidiu não adotar o motor Wankel e recorreu às experiências de diesel para o segundo e o terceiro C111. O C111-IID produzia Até 210 cv e foi baseado no motor 240D 3.0 W115 modelo OM616. O C111-III foi alimentado por um motor de cinco cilindros com 210 cavalos a 4.500 rpm a diesel OM617 com turbocompressor, que quebrou nove recordes de velocidade de diesel e gasolina. Com uma carroceria mais aerodinâmica que lhe dava um coeficiente de resistência ao ar de 0,191, o C111 alcançou finalmente 322 km/h (200 mph) no Circuito de Nardo em 1978 e em média 16,0 litros/100 km em 316 km/h (14,7 mpg em 195,4 mph) durante um percurso de 12 horas. Mais tarde possuía um motor com duplo compressor KKK turbinado V8 372 kW (500 hp) 4.8. A versão turbo L bateu outro recorde, com uma velocidade média de 403,78 km/ h (250.958 mph). Isso foi alcançado por Hans Leibold em 1 minuto, 56,67 segundos, em 5 de maio de 1979. A produção total foi de 16 carros: 13 carros com motores Wankel de primeira e segunda geração, 2 carros de terceira geração a diesel usados na tentativa recorde de Nardo e um único carro de quarta geração com motor V8.
A Mercedes-Benz apresentou o C112 no Salão Automóvel de Frankfurt em 1991 como um carro esportivo de produção proposto. O carro utilizava um motor V12 de 6 litros montado no meio. Depois de aceitar 700 depósitos, a empresa decidiu não prosseguir com a produção.